# Canton de Cagnes-sur-Mer-Ouest
Le canton de Cagnes-sur-Mer-Ouest est une ancienne division administrative française, située dans le département des Alpes-Maritimes et la région Provence-Alpes-Côte d'Azur.

## Composition
Le canton de Cagnes-sur-Mer-Ouest se composait d’une fraction de la commune de Cagnes-sur-Mer et de trois autres communes. Il comptait 39 393 habitants (population municipale) au 1er janvier 2012.
| Nom                        | Code Insee | Intercommunalité           | Population (dernière pop. légale)               |
| -------------------------- | ---------- | -------------------------- | ----------------------------------------------- |
| Cagnes-sur-Mer (chef-lieu) | 06027      | Métropole Nice Côte d'Azur | Fraction : 13 305(2012) Commune : 47 811 (2014) |
| La Colle-sur-Loup          | 06044      | CA Sophia Antipolis        | 7 932 (2014)                                    |
| Saint-Paul-de-Vence        | 06128      | CA Sophia Antipolis        | 3 477 (2014)                                    |
| Villeneuve-Loubet          | 06161      | CA Sophia Antipolis        | 13 808 (2014)                                   |

## Histoire

### Conseillers généraux de l'ancien canton deCagnes-sur-Merde 1881 à 1983  (créé en 1881) (Loi du30 juillet 1881- Division duCanton de Vence).
| Période        | Période      | Identité                     | Étiquette                   | Qualité |
| -------------- | ------------ | ---------------------------- | --------------------------- | --- |
| 1881           | 1883         | Hippolyte Guis               | Républicain                 | Propriétaire, agronome Maire de Cagnes-sur-Mer (1874-1912) Ancien conseiller général du canton de Vence                                            |
| 1883           | 1889         | Léon Renault                 | Républicain (Centre gauche) | Avocat Ancien Préfet de Police Député de Seine-et-Oise (1876-1881) Député des Alpes-Maritimes (1882-1885) Sénateur des Alpes-Maritimes (1885-1894) |
| 1889           | 1907         | Antoine Maurel               | Républicain                 | Maire de Grasse (1898-1904) |
| 1907           | 1913         | Albert Saleron               | Républicain Progressiste    | Avocat à Cagnes-sur-Mer |
| 1913           | 1915 (décès) | M. César Ossola              | Rad.                        | Industriel à Grasse, député (1906-1910) Mort pour la France                                                                                        |
| 1915           | 1919         | siège vacant                 |                             | |
| 1919           | 1940         | M. Pierre Bermond            | Rad.                        | Avocat à Nice, ancien directeur de L'Ami du Peuple                                                                                                 |
|                |              |                              |                             | |
| 1943           | 1945         | Hippolyte Vial (1881-1957)   | ?                           | Capitaine de frégate Maire de Cagnes-sur-Mer Nommé conseiller départemental en 1943                                                                |
|                |              |                              |                             | |
| 1945           | 1951         | M. Louis Négro               | SFIO                        | Maire de Cagnes-sur-Mer (1944-1953 et 1956-1959)                                                                                                   |
| 1951           | 1963 (décès) | M. Léon Bérenger (1898-1963) | RGR                         | Ancien maire de Saint-Jeannet (1924-1932) Maire de Saint-Laurent-du-Var (1945-1963)                                                                |
| 7 juillet 1963 | 1983 (décès) | M. Pierre Sauvaigo           | UNR puis UDR puis RPR       | Avocat - Député (1973-1983) Maire de Cagnes-sur-Mer (1961-1983)                                                                                    |

### Conseillers d'arrondissement du canton de Cagnes (de 1881 à 1940)
| Période                                  | Période | Identité                     | Étiquette   | Qualité |
| ---------------------------------------- | ------- | ---------------------------- | ----------- | --- |
|                                          |         |                              |             | |
| 1886                                     | 1898    | M. Léopold Blacas            |             | Adjoint au maire de Cagnes                                                                                  |
| 1898                                     |         | M. François Isnard           | Républicain | Propriétaire à Cagnes, Vice-Président du comice agricole                                                    |
|                                          |         |                              |             | |
| 1919                                     | 1922    | Jean Boudet (décédé en 1926) |             | Propriétaire au Cros de Cagnes, adjoint au maire de Cagnes                                                  |
| 1922                                     | 1928    | Arthémon Izac                |             | Instituteur, maire de La Colle-sur-Loup                                                                     |
| 1928                                     |         | Louis Negro                  |             | Ancien conseiller municipal de Cagnes                                                                       |
| 1940                                     |         |                              |             | Les conseils d'arrondissement ont été suspendus par la loi du 12 octobre 1940 et n'ont jamais été réactivés |
| Les données manquantes sont à compléter. |         |                              |             | |

### Conseillers généraux du canton de Cagnes-sur-Mer-Ouest (1983 à 2015)
| Période | Période          | Identité         | Étiquette             | Qualité |
| ------- | ---------------- | ---------------- | --------------------- | --- |
| 1983    | 1988             | Suzanne Sauvaigo | RPR                   | Avocate Députée (1988-1997) Maire de Cagnes-sur-Mer (1984-1995) |
| 1988    | 2014 (démission) | Lionnel Luca     | RPR puis RPF puis UMP | Professeur d'histoire-géographie Député (1997-2017) Adjoint au maire de Villeneuve-Loubet (1989-1995) Maire de Villeneuve-Loubet (1995-2001 et depuis 2014) Vice-président du conseil général (2002-2014) |
| 2014    | 2015             | Françoise Revest | UMP                   | Agent d'affaires |

## Démographie
| 1982 | 1990   | 1999   | 2006   | 2011   | 2012   |
| ---- | ------ | ------ | ------ | ------ | ------ |
| -    | 28 458 | 28 502 | 39 196 | 39 926 | 39 393 |